# 롄장현 (중화민국)
롄장현(중국어 정체자: 連江縣, 한자음: 연강현)은 중화민국 푸젠성에 속하며, 마쭈열도(馬祖列島)로 이루어져 있다.

## 지리
타이완 해협의 북쪽, 중국 대륙 연안에 위치한 군도이다. 중화인민공화국 푸젠성 민강 하구의 난간섬("마쭈섬"이라고도 함)과 베이간섬, 둥인섬, 시쥐섬, 가오덩섬, 량다오 등 마쭈 열도의 36개 섬으로 구성되어 있다. 남북 54km, 총면적은 29km2이다.
도서군 최대의 난간섬의 면적은 10.64km2이고, 중화인민공화국의 푸저우로부터 불과 16해리에 위치하기 때문에, 양안 대립시에는 진먼현과 함께 최전선이었다.

## 역사
마쭈섬의 옛 이름은 남간당이다. 송나라 때 마조로 개명되었다. 송나라 때의 전승에 따르면 푸젠성 흥화부 보전현 미주도에 임원지라는 어민이 살고 있었는데, 그의 6녀 묵낭은 효심이 지극했고 매일 밤 해안에서 불을 피워 어선이 조난하는 것을 막아 섬 사람들로부터 칭찬이 자자했다. 그러던 어느날 임원지가 조난당하자 묵낭은 아버지를 찾아 바다로 나섰다. 결국 남간도에 표류한 시체를 찾아내어 현지의 사람들이 그 효심을 현창하고 묘를 세워 마조라 불렀다. 이후 마조가 도서의 이름이 되었다고 전해진다.
무인도였던 마조는 원나라 때에 푸젠·저장 연해의 어민들이 천혜의 양항(良港)인 것을 알게 되었고, 악천후 시의 피난 뿐만 아니라 식수의 공급도 가능해서 어민들의 피난항으로 이용되었다. 명나라 때에는 어민들이 정착해 촌락을 형성하게 되었다.
중화민국 수립 이후, 정부는 난간, 베이간, 둥취안, 시취안 각 섬에 감창을 설치하고 어업 진흥 정책을 폈다. 1934년에는 난간에 연보변사처를 설치했다. 1937년에 일본군에 의해 점령되지만, 1945년에 일본군이 물러난 후 푸젠 해상보안총대 및 군대가 시취안에 주둔해 치안 유지에 임했다.
1949년, 국공내전 중 중화민국군이 각 섬에 진주하여 「마쭈 군 관할구역 행정공서」가 설치되었고, 1950년에는 푸젠성 「민둥베이 행서」로 개칭했다. 1953년에는 난간에 롄장현, 시취안에 창러현이 설치되었고, 이듬해에는 둥인에 뤄위안현이 설치되었다.
1955년, 민둥베이 행서가 「푸젠성 제1구 행정 독찰 전원공서」로 개편되어 롄장, 창러, 뤄위안의 각 현정을 통괄했다. 1956년 7월, 중화민국 푸젠성 정부는 국방부의 요청을 받아들여 전원공서를 폐지하고 마쭈 수비구(현재의 마쭈 방위사령부)에 현정을 넘겼으며, 창러현과 뤄위안현 등 마쭈열도 전역이 롄장현에 편입됐다. 1971년에 시취안섬은 시쥐섬으로, 둥취안섬은 둥쥐섬으로 각각 개칭했다.
1992년 11월 7일, 마쭈의 계엄령이 해제되어 지방 자치가 부활하여 현재에 이르고 있다.

## 행정 구역
4개의 향을 관할한다.

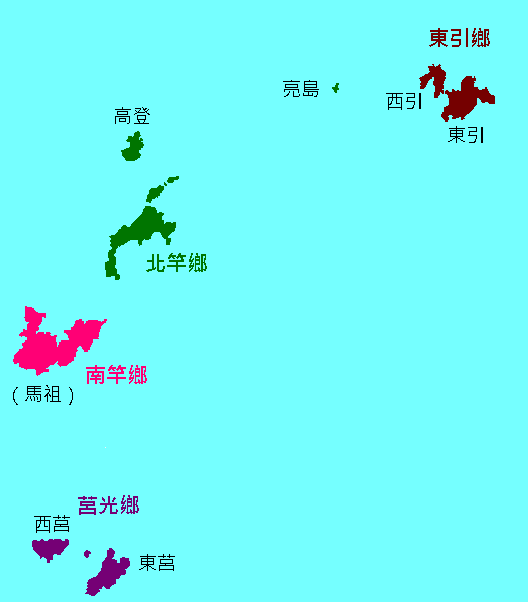
롄장현의 행정 구역

- 난간향(南竿鄉) - 현(縣) 정부 소재지
- 베이간향(北竿鄉)
- 쥐광향(莒光鄉)
- 둥인향(東引鄉)

## 교통
해로는 대마륜(정원 550명)과 합부륜(군용선, 민간인用 정원 50석)이 난간섬 푸아오항 및 둥인섬 중주항에서 타이완섬의 지룽항을 오가며 운행되고 있다. 마쭈 열도의 섬들 사이는 소백선으로 불리는 소형선으로 연결된다.
항공로는 난간섬 동해안에 위치하는 난간 공항에서 타이베이(臺北), 타이중(臺中)을, 베이간섬의 베이간 공항에서 타이베이(臺北)를 오가는 항공편이 운항 중이다.
이 외에도 삼통정책에 따라 푸아오항에서 중국 대륙의 푸저우시 마웨이항을 오가는 주 2편의 양안 항로가 개설되어 있다.

## 언어
타이완섬 등 중화민국의 실효적 지배지역 대부분의 토박이 말이 민난어인데 비해, 이곳에서는 민둥어(푸저우 말)를 쓴다.

## 같이 보기
- 타이완
- 타이완의 역사
- 국공 내전
- 푸젠성 (중화민국)
- 진먼현
- 푸젠성
- 푸저우시
- 롄장현 (중화인민공화국)
- 창러시
- 뤄위안현